# Peter Melander von Holzappel
Peter Melander, conte di Holzappel (Hadamar, 8 febbraio 1589 – Augusta, 17 maggio 1648), è stato un generale tedesco protestante nella guerra dei trent'anni e capo imperiale delle truppe della Lega dal 1647 fino alla morte.

## Biografia

### Origine, famiglia e discendenti
Peter Melander nacque come Peter Eppelmann, a Niederhadamar, figlio di un fattore. Esistono prove documentali della sua data di nascita. La letteratura più antica dice che nacque nel 1585; ciò era basato su un'iscrizione erronea nel suo epitaffio nella chiesa di Holzappel. Dopo la morte del padre nel 1592, Peter Eppelman raggiunse lo zio senza figli Johann, segretario di Maurizio d'Orange, nei Paesi Bassi. Suo zio aveva tradotto il nome di famiglia Eppelmann nel greco Melander, e Peter prese questo nome. Attraverso gli sforzi di Johann Melander, la famiglia fu elevata alla nobiltà cavalleresca nel 1606. Quindi assunsero il nome di Holzappel dalla famiglia estinta Holzappel di Voitsburg-Selzberg dall'area di Gießen.
Nel 1638, Peter Melander sposò la contessa Agnes von Effern (1607-1656). Da lei ebbe il suo unico figlio, una femmina di nome Elisabetta Carlotta, in seguito contessa di Schaumburg-Holzappel, moglie del principe Adolfo di Nassau-Schaumburg.
I discendenti di Melander includono Beatrice dei Paesi Bassi e Carlo XVI Gustavo di Svezia.

### Acquisizione del dominio di Holzappel
Peter Melander diventò ricco per via della sua posizione durante la guerra dei trent'anni. Nel 1643, acquistò la signoria di Esterau da Giovanni Ludovico di Nassau-Hadamar, che era in considerevoli difficoltà finanziarie. L'imperatore Ferdinando III elevò la piccola signoria nella libera immediata contea di Holzappel come ricompesa per i servigi che Melander aveva reso mentre era nell'esercito imperiale. Melander diventò membro della associazione dei conti imperiali di Wetterau nella Dieta imperiale del Sacro Romano Impero.